# Uittosaari (ö i Kajanaland, Kehys-Kainuu, lat 63,85, long 29,91)
Uittosaari är en ö i Finland. Den ligger i sjön Jonkeri och i kommunen Kuhmo i den ekonomiska regionen  Kehys-Kainuu  och landskapet Kajanaland, i den centrala delen av landet, 500 km nordost om huvudstaden Helsingfors. Öns area är 13,7 hektar och dess största längd är 0,8 kilometer i sydöst-nordvästlig riktning.